# Блох, Герберт
Герберт Блох (Herbert Bloch; 18 августа 1911, Берлин — 6 сентября 2006, Кембридж, Массачусетс) — американский историк немецкого происхождения. Исследователь Монтекассино, биограф Петра Диакона.
Доктор (1935), профессор Гарварда, член Американской академии искусств и наук (1950) и Американской академии медиевистики, а также Американского философского общества (1958).

### Биография
С 1930 по 1933 год отучился семь семестров в Берлинском университете, где среди его учителей были Вернер Йегер и Роденвальдт Гергарт. Прочитав «Майн кампф» Блох предвидит, что его ожидает, и перебирается в Италию.
Докторскую степень получил в Римском университете у Арнальдо Момильяно. Затем, как и в 1933 году поняв, что его ждет, он в январе 1939 года перебирается в Америку. С 1941 года в Гарварде, в 1942-47 гг. ассистент-, в 1947-53 гг. ассоциированный, в 1953-73 гг. профессор, в 1973-82 гг. именной профессор (с 1982 года на пенсии); в 1964-79 гг. также старший феллоу Harvard Society of Fellows. Гражданин США с 1946 года. Придерживался леволиберальных взглядов.
Первая супруга, пианистка, умерла в 1958 году; в 1960 году женился вновь (опять овдовел в 1987 г.). Остались дочери-близнецы от первого брака.